# NGC 6703
NGC 6703 este o galaxie situată în constelația Lira. A fost descoperită în 4 septembrie 1863 de către Heinrich Louis d'Arrest. Se află la o distanță de 27,16 de megaparseci de Pământ.